# Еппенберг (Рейнланд-Пфальц)
Еппенберг (нім. Eppenberg) — громада в Німеччині, розташована в землі Рейнланд-Пфальц. Входить до складу району Кохем-Целль. Складова частина об'єднання громад Кайзерзеш.
Площа — 4,12 км2. Населення становить 230 ос. (станом на 31 грудня 2020).